# شرقی (نجره)
 شرقی  به عربی ( الَشَرقی )، روستایی است در دهستان نجره از توابع استان اَبیَن در کشور یمن در شبه جزیره عربستان. 

## جمعیت
جمعیت آن ( ۹۹) نفر (۱۰ خانوار) می‌باشد.